# Glenea apicepurpurata
Glenea apicepurpurata là một loài bọ cánh cứng trong họ Cerambycidae.